# Hedvábná stezka: síť cest v koridoru Čchang-an – Ťan-šan
Hedvábná stezka: síť cest v koridoru Čchang-an – Ťan-šan je název památky světového kulturního dědictví UNESCO. Je to přeshraniční památka zahrnující řadu paláců, chrámů a jiných náboženských staveb, archeologických nalezišť, vojenských staveb, pohřebních míst (i hrob Čang Čchiena), částí Velké čínské zdi, historických center měst, dopravní infrastruktury atd. na území Číny, Kazachstánu a Kyrgyzstánu. Jsou rozesety na 5000 kilometrech jedné z hlavních tras původní Hedvábné stezky - mezi čínským městem a středoasijským regionem. Odtud dále pokračovala směrem ke Středozemnímu moři.
Město Čchang-an (dnes Si-an) je jedním z nejstarších měst čínské historie. Pod různými jmény bylo hlavním městem Číny za vlády dynastií Čou, Čchin, Chan, Suej a Tchang. Bývalo vstupním bodem na Hedvábnou stezku a „bránou do světa“. Rozvětvená trasa v koridoru Čchang-an – Ťan-šan směřovala z Čchang-anu přes Kansuský koridor k jižnímu i severnímu úpatí pohoří Ťan-šan a dále do Sedmiříčí.
K zápisu do seznamu UNESCO došlo v roce 2014. Památka sestává z 33 lokalit, z toho 22 v Číně, 8 v Kazachstánu (Talaská dolina a dolina řeky Ili) a 3 v Kyrgyzstánu (Čujská dolina).

## Fotogalerie

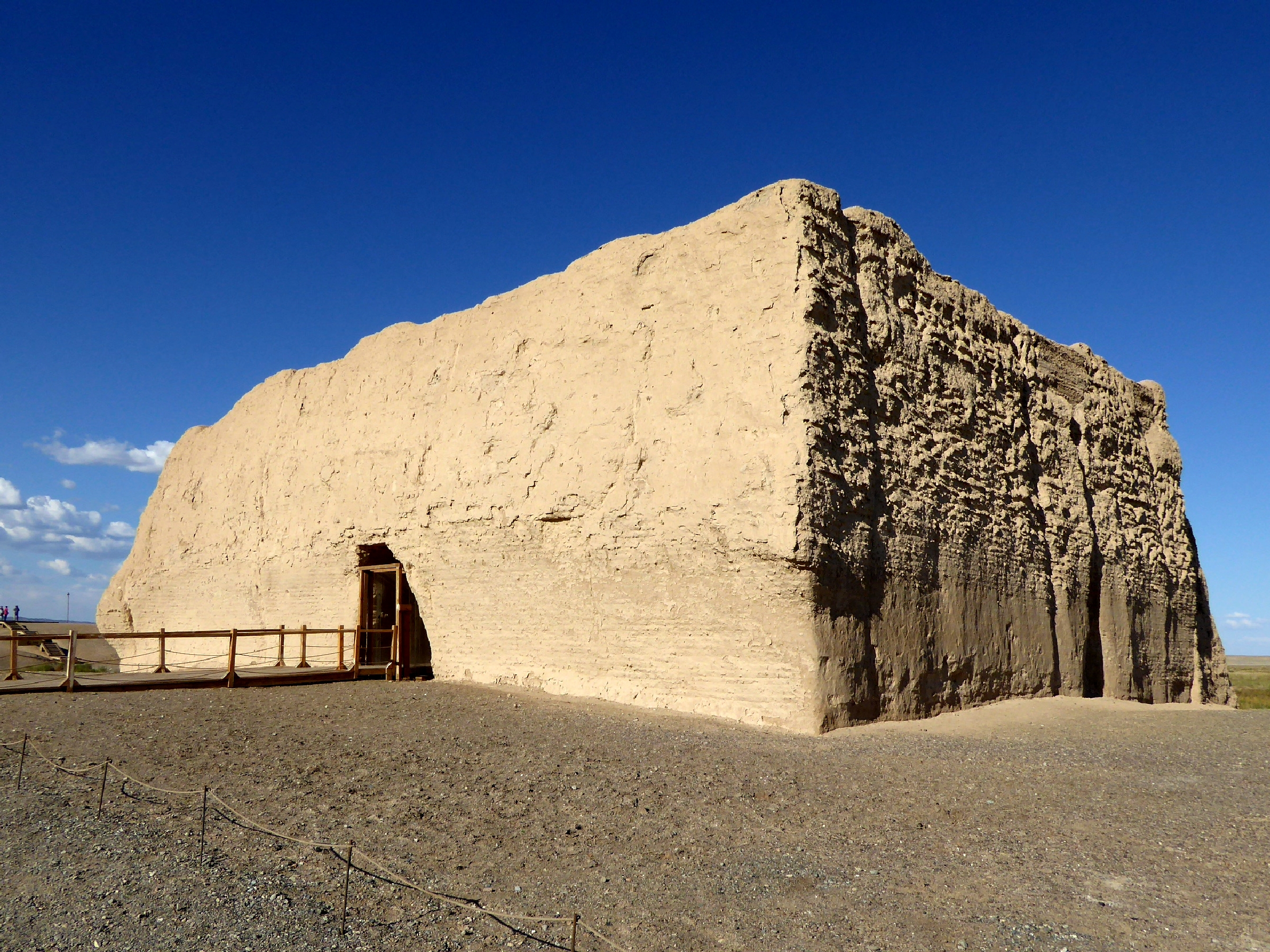
Nefritová brána
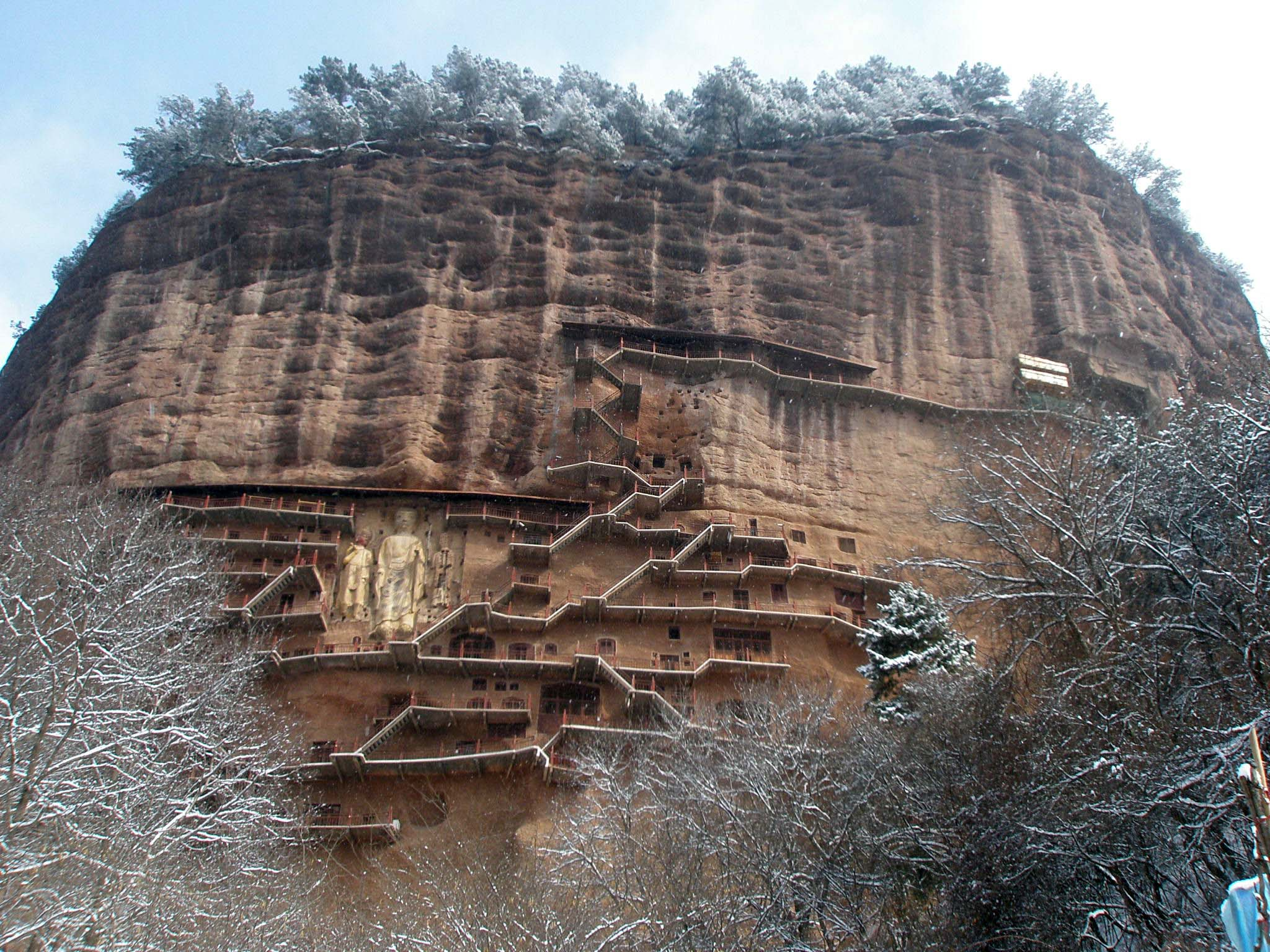
jeskyně Maijishan
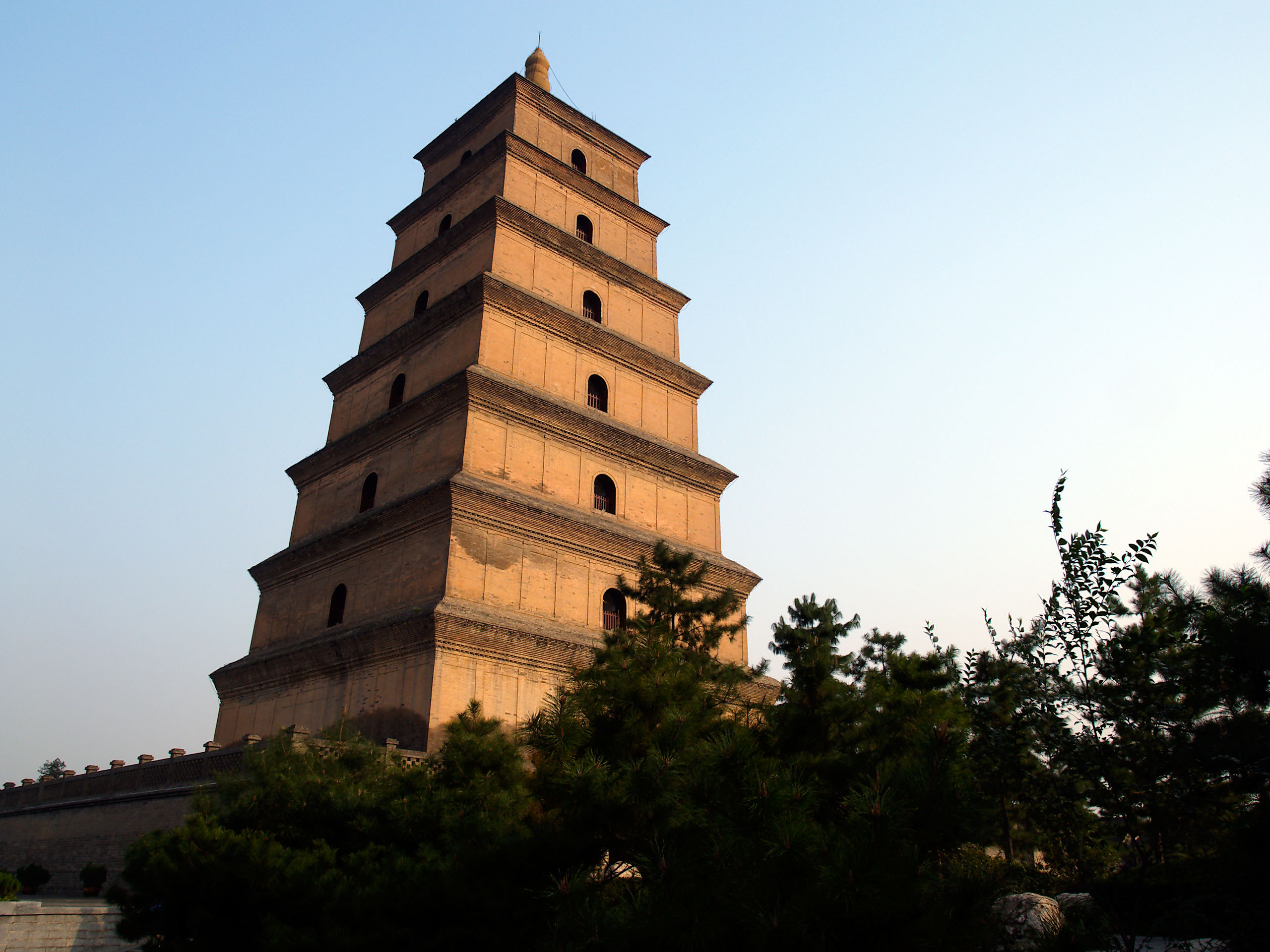
Velká pagoda divoké husy
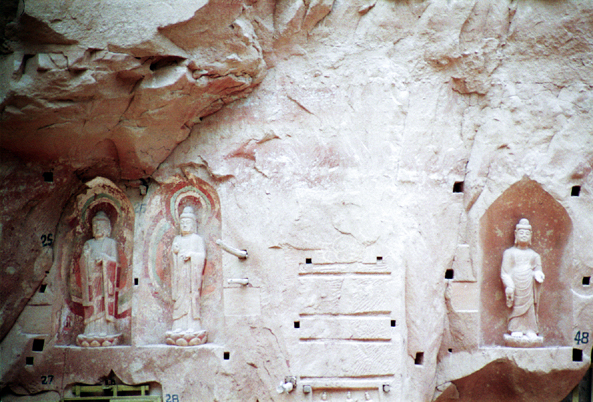
Chrám Ping-ling
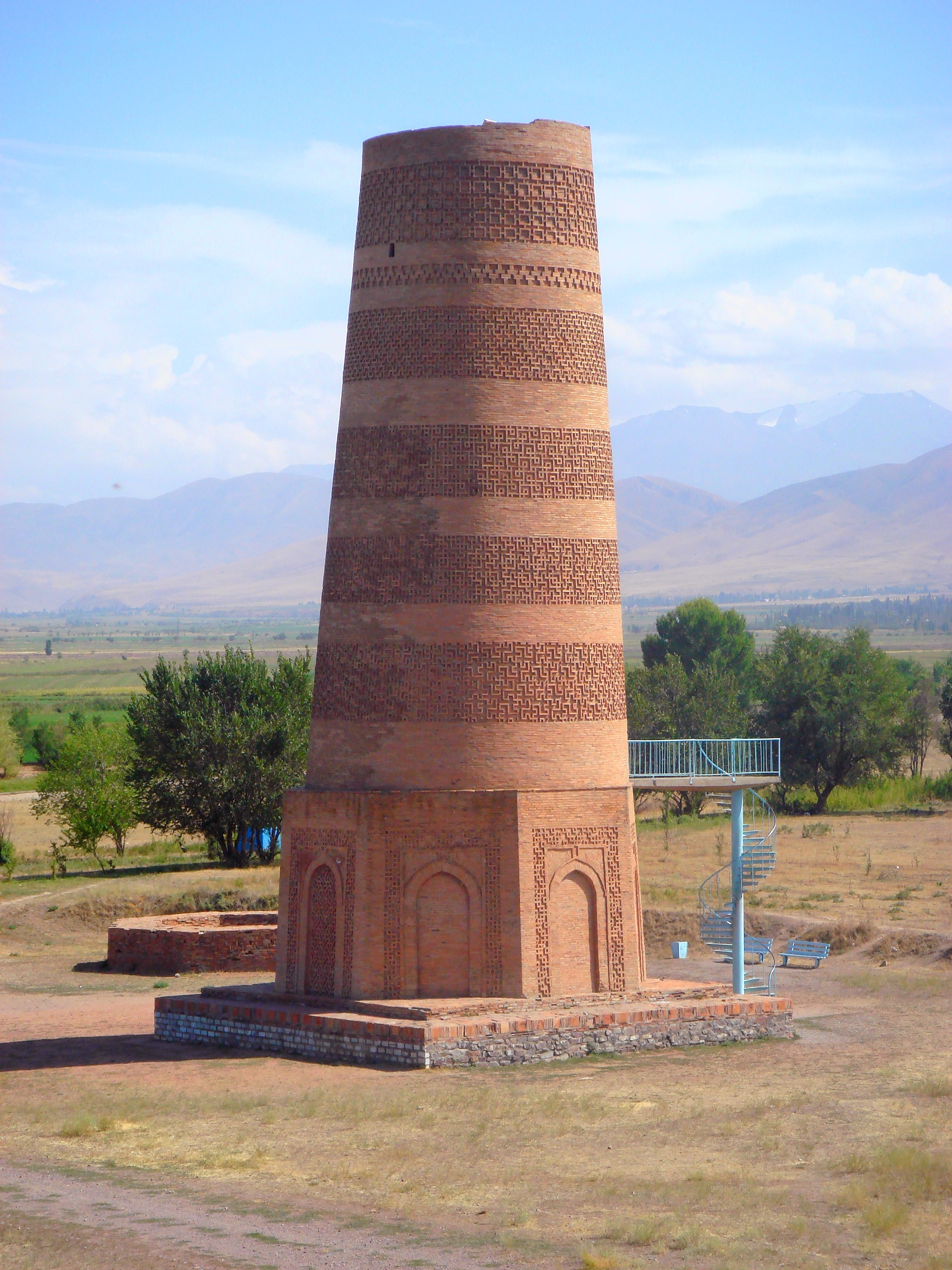
Balasagun